# Wegkreuz (Hammelburg; Faulstiegstraße)

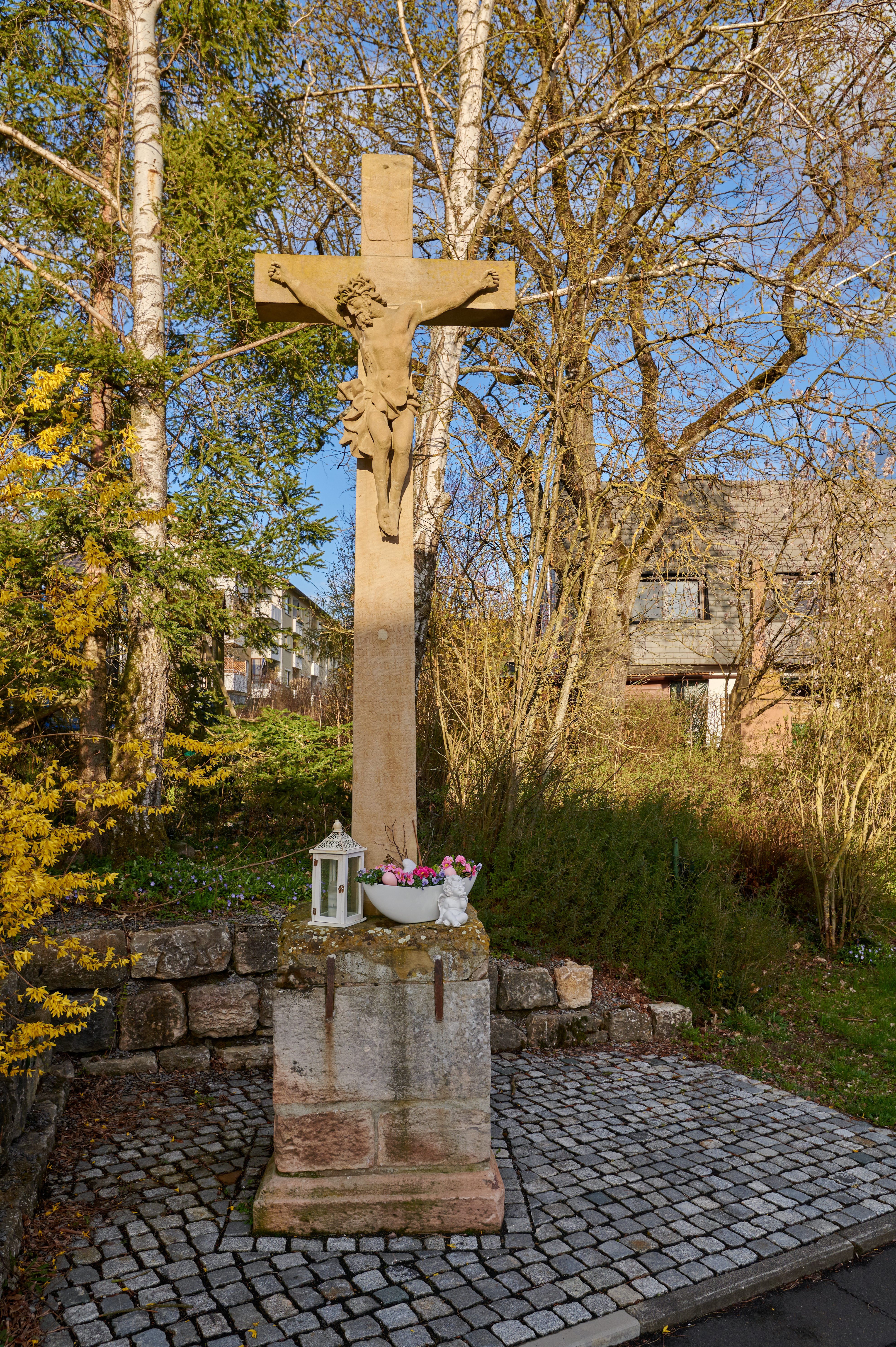
Wegkreuz in Hammelburg, Faulstiegstraße.

Das Wegkreuz Faulstiegstraße befindet sich in der Kleinstadt Hammelburg im unterfränkischen Landkreis Bad Kissingen in der Faulstiegstraße.
Das Wegkreuz gehört zu den Baudenkmälern von Hammelburg und ist unter der Nummer D-6-72-127-30 in der Bayerischen Denkmalliste registriert.

## Beschreibung
Das 380 cm Wegkreuz besteht aus gelbem Sandstein und entstand im Jahr 1719.
Das Wegkreuz besteht aus einem Kreuzstamm mit einem Querschnitt von 24 cm × 19 cm mit Christusmonogramm und einem erneuerten Korpus. Der Sockel hat die Abmessungen 91 cm × 73 cm × 73 cm.
Unter dem Korpus befindet sich am Kreuzstamm folgende Inschrift:

„Erquick o Herr die Seelen dein, so von der Welt abgesvhieten sein. Ich bith dich durch die Marter sein wolltest ihnrn verkirtzen ihre Beyn. Zu Ehren des gecreitzigten Heiland. Eberhartus Herolt und Anna Margaretha seine ehliche Hausfrau. 1719“

Das Steinmetzzeichen lautet „O P M“.
Der Matrikeleintrag besagt: „Herold Eberhardus und Margareda Schaab, 1.2.1693: Eheschließung - 15.3.1719: gestorben.“